# Volata
La volata est un sport collectif inventé en 1928 par les fascistes italiens afin d'offrir une alternative au football et au rugby à XV, jugés trop anglais. Le rugby à XV est presque éradiqué pour longtemps en Italie, mais le football sort vainqueur de cette opposition ; en 1936, la volata est totalement abandonnée.

## Histoire
À la suite du fiasco des athlètes italiens aux Jeux olympiques d'été de 1928, le parti fasciste italien repense sa politique sportive. Ne pouvant soutenir des disciplines étrangères, le parti choisit de créer un nouveau sport : la volata. Cette discipline mixant handball et football est mise au point par le secrétaire du parti fasciste et président du Comité olympique italien, Augusto Turati. 
La première partie se tient le 6 janvier 1929 à Rome et avec l'appui massif du parti, plusieurs centaines de clubs sont créés à travers le pays. La Fédération est créée en 1930 et elle met en place des compétitions. Au cours des six premiers mois d'existence de la volata, un millier d'équipes sont créées, et près de 12 000 joueurs sont recensés. Pour marquer son entier soutien à ce sport purement italien, Benito Mussolini assistait systématiquement aux finales.
L'un des objectifs de Turati était de remplacer le football ; or, c'est le rugby à XV qui pâtit de la confrontation. Cependant, la volata elle-même peine à soutenir la comparaison avec le football en matière de popularité et d'organisation. En 1933 le parti fasciste cesse de soutenir le sport qu'il avait promu, notamment à cause de la disgrâce de Turati et l'arrivée d'Achille Starace à la tête du Comité olympique italien. La volata disparait totalement en 1936.